# French River, Ontario (flod)
French River är ett vattendrag i Kanada.   Det ligger i provinsen Ontario, i den sydöstra delen av landet, 400 km väster om huvudstaden Ottawa.